# Joris Loefs
Joris Jan (Joris) Loefs (Breda, 18 april 1973) is een Nederlandse roeier. Hij nam eenmaal deel aan de Olympische Spelen, maar won hierbij geen medaille.
In 1996 maakte hij zijn debuut op de Olympische Spelen van Atlanta. Bij het onderdeel dubbel vier werd hij in de eerste serie van de eliminaties tweede in 6.06,98, in de tweede halve finale vierde in 6.03,72 en in de B-finale moest hij genoegen nemen met een tiende plaats in 5.55,15.
In zijn actieve tijd was hij lid van Euros in Enschede. Hij studeerde technische bedrijfskunde.

## Palmares

### Roeien (dubbel vier)
- 1991: 9e WK junioren - 6.11,53
- 1995: 5e WK in Tampere - 6.17,75
- 1996: 10e OS in Atlanta - 5.55,15
- 1997:  Wereldbeker in München - 6.27,03
- 1997: 9e Wereldbeker III - 5.59,09
- 1997: 7e WK in Chambéry - 6.06,70

Pieter van Andel · 
Joris Loefs · 
Sander van der Marck · 
Adri Middag